# Uprising
Uprising és el dotzè àlbum d'estudi de Bob Marley & The Wailers, llançat el 10 de juny de 1980. Fou l'últim àlbum d'en Bob Marley en vida, ja que el cantant va morir l'any següent. És un dels àlbums més religiosos del grup, amb forta influència rastafari, al·ludeix en la majoria de cançons al rastafarisme i culmina amb l'emotiva "Redemption Song", tocada amb guitarra acústica.
L'àlbum va assolir el lloc 41 en la llista "Black Albums" del Billboard estatunidenc, així com el lloc 45 en la llista "Pop Albums". "Could You Be Loved" va assolir els 6è i 56è llocs en les llistes "Club Play Singles" i "Black Singles" respectivament. Uprising va aconseguir millors vendes en el Regne Unit, on va situar-se entre els deu primers llocs amb "Could You Be Loved", número 5 de les llistes angleses. L'àlbum fou remasteritzat a Sterling Sound (Nova York) per Ted Jensen, i rellançat l'any 2001.

## Llista de cançons
Totes les cançons escrites per Bob Marley.

### Cara A
1. "Coming in from the Cold" - 4:33
2. "Real Situation" - 3:10
3. "Bad Card" - 2:52
4. "We and Them" - 3:16
5. "Work" - 3:42

### Cara B
1. "Zion Train" – 3:34
2. "Pimper's Paradise" – 3:26
3. "Could You Be Loved" – 3:56
4. "Forever Loving Jah" – 3:51
5. "Redemption Song" – 3:47

### Versió remasteritzada en CD del 2001
Totes les cançons escrites per Bob Marley.
1. "Coming in from the Cold" - 4:33
2. "Real Situation" - 3:10
3. "Bad Card" - 2:52
4. "We and Them" - 3:16
5. "Work" - 3:42
6. "Zion Train" – 3:34
7. "Pimper's Paradise" – 3:26
8. "Could You Be Loved" – 3:56
9. "Forever Loving Jah" – 3:51
10. "Redemption Song" – 3:47
11. "Redemption Song [Versió de la banda][*]" – 4:47
12. "Could You Be Loved (Versió 12")[*]" – 5:24

## Crèdits
- Bob Marley - cantant, guitarra rítmica, guitarra acústica
- Aston "Family Man" Barrett - baix, piano, guitarra, percussió
- Carlton Barrett - bateria, percussió
- Tyrone Downie - teclats, cors
- Alvin Patterson - percussió
- Junior Marvin - guitarra líder, cors
- Earl Lindo - teclats
- Al Anderson - guitarra líder
- I Threes (Rita Marley, Marcia Griffiths i Judy Mowatt) - cors
- Errol Brown - tècnic de so
- Chiao Ng - assistent de tècnic de so
- Neville Garrick - direcció artística
- Adrian Boot - fotografia